# August Harder
August Harder, auch Augustin Harder (* 17. Juli 1775 in Schönerstädt bei Leisnig; † 22. Oktober 1813 in Leipzig) war ein deutscher Musiker, Komponist und Schriftsteller.

## Leben
Harder wuchs als Sohn des Dorfschullehrers von Schönerstädt auf. Sein Vater gab ihm den ersten Musikunterricht. Nach der Gymnasialzeit in Dresden immatrikulierte er sich in Leipzig als Student der Theologie. Zur Aufbesserung seines Lebensunterhalts nahm er Musikschüler an. Bald erkannte er in der Musik seine Berufung, gab das Theologiestudium auf und arbeitete in Leipzig als freier Musiker (Gesang, Klavier, Gitarre), Komponist und Schriftsteller. Dort starb er am 22. Oktober 1813 an einem Nervenfieber.
Insgesamt komponierte er über 60 Werke, darunter 50 für Gesang mit Gitarrenbegleitung. Die von Harder geschaffenen sangbaren Liedmelodien auf zeitgenössische Texte fanden seinerzeit großen Anklang, gelangten jedoch nicht dauerhaft in den Kernbestand deutscher Volkslieder. Einzig seine Melodieⓘ zu Ludwig Höltys Gedicht Die Luft ist blau, das Tal ist grün erlangte, leicht verändert, mit dem Text von Paul Gerhardts geistlichem Sommerlied Geh aus, mein Herz, und suche Freud bleibende Popularität. Nachdem sie von Kirchenmusikern wegen ihres wenig choralmäßigen Charakters und der zahlreichen Melismen lange abgelehnt und dem Gerhardtschen Text in kirchlichen Gesangbüchern andere Melodien unterlegt worden waren, enthält das Evangelische Gesangbuch von 1993 sie als „offizielle“ Singweise (EG 503).